# Hồi lá nhỏ
Hồi lá nhỏ (danh pháp: Illicium parviflorum) là một loài thực vật có hoa trong họ Schisandraceae. Loài này được Michx. ex Vent. miêu tả khoa học đầu tiên năm 1799.